# 米日利斯西亞 (巴爾區)
49°2′44″N 27°44′44″E / 49.04556°N 27.74556°E
米日利斯西亞（烏克蘭語：Міжлісся），是烏克蘭的村落，位於該國西南部文尼察州，由日梅林卡區負責管轄，始建於1451年，面積11.62平方公里，海拔高度328米，人口1,200，人口密度每平方公里106.18人。